# Cylindromyia angustissimifrons
Cylindromyia angustissimifrons är en tvåvingeart som beskrevs av Paramonov 1956. Cylindromyia angustissimifrons ingår i släktet Cylindromyia och familjen parasitflugor. Inga underarter finns listade i Catalogue of Life.